# Fuktbaggar
Fuktbaggar (Cryptophagidae) är en familj i ordningen skalbaggar.
Arterna i familjen når en kroppslängd mellan 0,8 (släkte Ephistemus) och 5 millimeter (släkte Antherophagus). Kroppsfärgen är inte påfallande och oftast brun-, brunröd- eller svartaktig. Dessa skalbaggar har oftast en långsträckt cylinderformig kropp och kraftiga antenner. Extremiteterna består hos bägge kön vanligen av fem segment. Hos vissa arter består hannarnas bakre extremiteter bara av fyra avsnitt.
Fuktbaggar lever främst i organiskt avfall eller i trädens håligheter samt i bon av ryggradsdjur eller insekter. Arter av familjen finns över nästan hela världen.
Fuktbaggar livnär sig av mögel, avföring och unga växter.

## Systematik
Hittills är cirka 900 arter beskrivna men det antas att det finns många oupptäckta arter. I Europa förekommer nästan 250 arter fördelade på fem underfamiljer. Dessa underfamiljer med släkten listas här:

### Underfamilj Alfieriellinae
- Släkte Alfieriella

### Underfamilj Atomariinae
- Släkte Atomaria
- Släkte Curelius
- Släkte Ephistemus
- Släkte Ootypus
- Släkte Caenoscelis
- Släkte Sternodea

### Underfamilj Cryptophaginae
- Släkte Antherophagus
- Släkte Cryptophagus
- Släkte Henoticus
- Släkte Micrambe
- Släkte Paramecosoma
- Släkte Pteryngium
- Släkte Spaniophaenus
- Släkte Spavius

### Underfamilj Hypocoprinae
- Släkte Hypocoprus

### Underfamilj Telmatophilinae
- Släkte Telmatophilus